# Aleptina junctimacula
Aleptina junctimacula är en fjärilsart som beskrevs av Blanchard 1984. Aleptina junctimacula ingår i släktet Aleptina och familjen nattflyn. Inga underarter finns listade i Catalogue of Life.